# اوژوکاری
اوژوکاری
شهر اوژوکاری (به انگلیسی: Ozhukarai) با جمعیت ۲۷۴٫۸۷۶ نفر در ایالت ناحیه هم‌پیوسته پودوچری در کشور هند واقع شده‌است.